# 天童市立高擶小学校
天童市立高擶小学校（てんどうしりつ たかだましょうがっこう）は、山形県天童市にある公立小学校。略称は「高擶小」（たかだましょう）。

## 概要
天童市内に12ある小学校の1つ。市内南西部を学区とする。近くには奥羽本線高擶駅や羽陽学園短期大学がある。
2009年9月の運動会では、2010年の高擶城築城600周年にあわせて本校児童が作成した「ふるさとかるた」を取り入れたほか、高擶城などをテーマにした講演会を10月の文化祭で開催した。

## 沿革
- 1873年（明治6年）4月15日 - 設立
- 1887年（明治20年）4月1日 - 「高擶尋常高等小学校」に改称
- 1902年（明治35年）7月11日 - 現在地に移転
- 1941年（昭和16年）4月1日 - 「高擶国民学校」に改称
- 1947年（昭和22年）4月1日 - 「高擶村立高擶小学校」に改称
- 1953年（昭和28年）10月15日 - 校章と校歌を制定する
- 1955年（昭和30年）1月1日 - 「豊栄村立高擶小学校」に改称
- 1962年（昭和37年）10月20日 - 「天童市立高擶小学校」に改称
- 1963年（昭和38年）4月1日 - 「天童市立第六小学校」に改称
- 1976年（昭和51年）4月1日 - 「天童市立高擶小学校」に改称
- 1984年（昭和59年）4月1日 - 天童市立長岡小学校を分離

## 学区
- 山形県天童市
  - 芳賀
  - 長岡
  - 高擶
  - 清池

## 交通
- JR東日本奥羽本線高擶駅より徒歩